# بيري فيرغسون
بيري فيرغسون (بالإنجليزية: Perry Ferguson)‏ هو مخرج فني أمريكي، ولد في 13 نوفمبر 1901 في فورت وورث في الولايات المتحدة، وتوفي في 27 ديسمبر 1963 في لوس أنجلوس في الولايات المتحدة.

## وصلات خارجية
- بيري فيرغسون على موقع IMDb (الإنجليزية)
- بيري فيرغسون على موقع أول موفي (الإنجليزية)
- بيري فيرغسون على موقع قاعدة بيانات الفيلم (الإنجليزية)